# 1992年伊朗議會選舉
1992年伊朗議會選舉（波斯語：انتخابات مجلس شورای اسلامی ۱۳۷۱），即伊朗伊斯蘭議會第四屆選舉，於1992年4月10日及5月8日依序舉行兩輪選舉，並為該國最高領袖霍梅尼逝世後在哈米尼繼任領導下的首次選舉。
本屆選舉象徵以戰鬥教士聯盟為首的原則主義派與參戰教士協會為首的改革派勢力間的競爭，最終由前者勝出並取得絕對多數席次。

## 背景
本屆選舉競選過程相對於前數屆選舉的消極競選活動，漸有打破過往廣告禁忌之勢，如以外國學歷作為積極宣傳工具或未印製原先常見的一般「遵循伊瑪目路線」或「反對沙阿政權」等政治或意識形態宣傳於競選文宣中，惟本屆選舉仍如往屆存有多位候選人登記參選後被憲法監護委員會取消其資格情形，其中包含多名在任參戰教士協會或友黨議員，次屆總統選舉候選人穆罕默德·哈塔米與貝札德·納巴維亦均在本次選舉被取消資格。
此外，邁赫迪·巴扎爾甘領導的伊朗自由運動因認其參與選舉之平等權受當局不當限制及歧視，抵制本屆選舉。